# Arsenale di Palermo - Museo del mare
L'Arsenale della Real Marina di Palermo è stato un arsenale marittimo, dal 1630 al 1943. Ha sede in via dell'Arsenale, in un'area prospiciente i Cantieri Navali della città.
Il monumento è stato riaperto nel 1997 come spazio museale.

## Storia
All'inizio del XVII secolo l'arsenale della città sorgeva nell'edificio posto nella odierna Piazza Fonderia, costruito nel 1601 proprio come arsenale per le regie galere, ormeggiate sul fondo del porto della Cala. Dopo poco tempo, in seguito all'espansione del porto di Palermo con la costruzione del nuovo molo più a nord (1567-1590), si decise di spostare anche l'arsenale in un luogo più conveniente e spazioso, lasciando al vecchio edificio il ruolo di fonderia per le artiglierie (Real Fonderia alla Cala).
Il nuovo arsenale, di forma rettangolare, venne costruito tra il 24 gennaio 1621, giorno in cui fu posata la prima pietra, ed il 1630, su progetto dell'architetto palermitano Mariano Smiriglio. La costruzione dell'arsenale si protrasse per circa nove anni e terminò sotto il vicereame di Francisco Fernández de la Cueva duca di Alburquerque. La data è testimoniata anche dall'iscrizione in facciata che recita: "Philippi IV Hispan, utrisque Siciliae regis III, auspiciis augustis, navale armamentarium inchoatum, perfectum an. Salutis MDCXXX" ("Con i felici auspici di Filippo IV di Spagna, III re delle Due Sicilie, l'incompiuto arsenale navale fu completato nell'anno della Redenzione 1630"). 

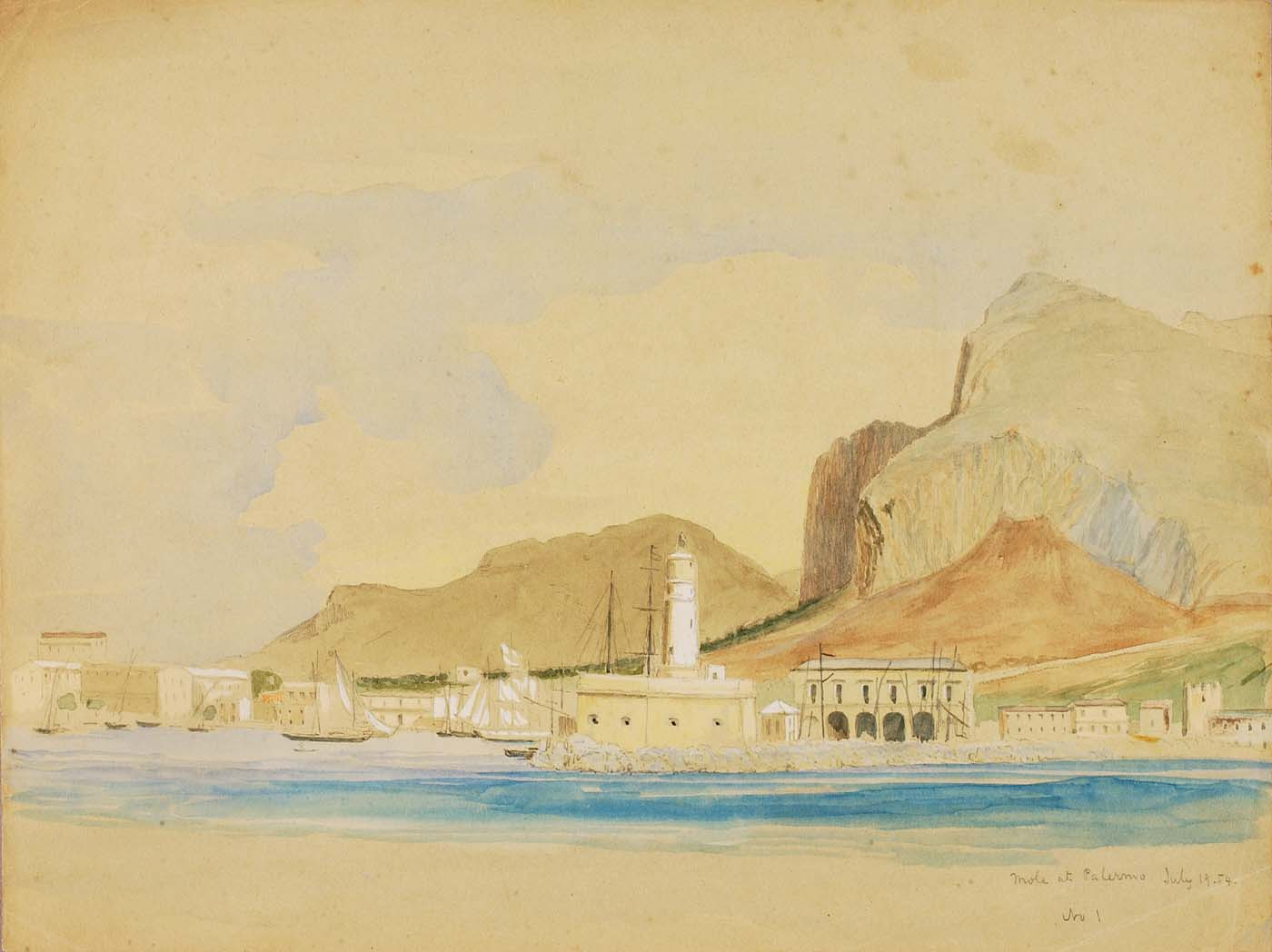
L'Arsenale in un dipinto di Miner Kilbourne Kellogg del 1854

L'edificio, di pianta pressappoco quadrata, presenta una facciata a due piani sul prospetto principale mentre sugli altri tre lati ha il solo piano terreno. Questo è costituito da quattro ampi vani coperti va lunghe volte a botte disposti trasversalmente rispetto alla costa, che dovevano ospitare le navi in costruzione o da riparare, circondati ai lati e dietro da una serie di magazzini coperti da volte a crociera. Questa disposizione è riconoscibile in facciata, nei quattro grandi fornici al centro del piano terra. Le stanze al piano superiore erano sede degli uffici e appartamenti dell'ammiragliato. Di fronte all'edificio, in corrispondenza dei fornici maggiori, erano disposti quattro scivoli per il varo delle imbarcazioni (oggi scomparsi).
La costruzione di unità da guerra della Real Marina del regno di Sicilia continuò fino circa al 1770, quando per l'introduzione di tipologie navali più moderne che non era possibile costruire nell'edificio, l'attività di costruzione navale si concentrò principalmente su naviglio mercantile: polacche, feluche, lance a remi, "sardare" e "alalongare" (barche per la pesca delle sardine e delle alalunghe). L'edificio mantenne la sua funzione cantieristica fino al 1797, anno in cui fu costruita e varata l'ultima nave mercantile a remi (l'Archimede del mercante Sommariva). Durante questo periodo continuò comunque regolare la costruzione di barche cannoniere.
Oltre alle attività di cantiere avevano luogo nell'arsenale anche alcune attività del Real Corpo d'Artiglieria. A questo scopo il decreto del 1815 che regola le assegnazioni del corpo destina all'arsenale di Palermo un guarda-magazzino principale, un aiutante, due guarda-magazzini di 1ª classe, due di 2ª classe, un conduttore, un sotto-fonditore, un controllore di 2ª classe per la montatura d'armi, un revisore per la sala d'armi.
Dopo la nascita del regno delle Due Sicilie nel dicembre 1816, i locali dell'arsenale perdono l'originaria collocazione e vennero adibiti a luogo di detenzione. Dopo l'unità d'Italia venne anche brevemente utilizzato come ufficio postale e quindi come caserma della Guardia di Finanza.
Nel 1943 fu seriamente danneggiato dai bombardamenti, perdendo tutta la parte retrostante insieme alla piccola chiesetta attigua di S. Maria.
Dopo i lavori di restauro eseguiti dalla Soprintendenza dei beni culturali l'edificio è stato adibito nel 1999 a uffici della Soprintendenza del Mare e a spazio museale, in gestione all'associazione  Museo del Mare e della Navigazione Siciliana "Florio".

### Allestimento museale
Il "museo del mare" è diviso in cinque sezioni:
- sezione storica (nella quale si possono ammirare due cannoni di epoca borbonica, fusi tra il 1781 e il 1785);
- sezione fotografica (che documenta la storia dell'antica Via del Molo);
- sezione delle tradizioni marittime e oggettistica marinara (Nassa per la pesca, Corno da nebbia, Lampara);
- sezione dei motori marini (Motore marino FIAT del Sommergibile Medusa, 1909);
- sezione modellistica navale (riproduzioni in scala di sciabecchi militari siciliani, galere e barche cannoniere).

Inoltre vi sono dei portolani, libri originali che contenevano le indicazioni tecniche per il sicuro approdo nei vari porti.

## Navi della Real Marina costruite nell'arsenale di Palermo
- Sciabecco S. Maria di Altofonte, 20 cannoni, 240 uomini, varato il 19 giugno 1766, comandante Federico Staiti[6]
- Sciabecco S. Maria l'Annunziata, 20 cannoni, 240 uomini, varato il 28 giugno 1766, comandante Bologna[6]
- Sciabecco impostato il 20 settembre 1766[6]
- Sciabecco impostato il 20 settembre 1766[6]